# Coupe de la Ligue de rugby à XV 2001-2002
Navigation
Coupe de la ligue 2000-2001 Coupe de la Ligue 2002-2003
La Coupe de la Ligue de rugby à XV 2001-2002 est la 2e édition de la compétition organisée par la Ligue nationale de rugby.
Elle fut remportée par le Stade rochelais qui bat le Biarritz olympique en finale.

## Format
Suite à de nombreuses critiques l'an passée, le format évolue et met en jeux 32 clubs professionnels directement en phase finale avec des seizièmes de finale en aller-retour et le reste en « match sec » jusqu'à la finale.

## Participants
Les clubs concourants pour la Coupe de la Ligue sont issus des deux divisions professionnelles des saisons 2001-2002 et comptent 32 participants.
| Top 16 (16 clubs) | Pro D2 (16 clubs) |
| --- | --- |
| - Stade toulousain Ch - US Montauban Ch - AS Montferrand T - AS Béziers - Stade rochelais - Biarritz olympique - Castres olympique - CA Bègles Bordeaux - CS Bourgoin-Jallieu - RC Narbonne - SU Agen - Stade aurillacois - Stade montois - Stade français CASG - Section paloise - USA Perpignan - US Dax - US Colomiers | - US Tours Ch - CA Brive R - CA Périgueux R - FC Auch Gers R - FC Grenoble R - Stade aurillacois R - Stade montois R - RC Nîmes - RC Toulon - US Montauban - Aviron bayonnais - FCS Rumilly - Lannemezan Tarbes Hautes-Pyrénées - Montpellier RC - Métro Racing 92 - RC Aubenas - US Marmande - US Tyrosse |

## Phase finale

### Seizièmes de finale
Le premier tour de la Coupe de la Ligue se déroule avec des matchs aller (au club de Pro D2) et le retour (au club de Top 14). Le seul club de Pro D2 à passer en huitième de finale n'est d'autre que le promu de Nationale 1 : l'US Tours.
| Équipe                            | Aller   | Total    | Retour  | Équipe              |
| --------------------------------- | ------- | -------- | ------- | ------------------- |
| Stade aurillacois                 | 22 - 53 | 25 - 110 | 3 - 57  | Stade rochelais     |
| Métro Racing 92                   | 19 - 36 | 31 - 69  | 12 - 33 | CA Bègles Bordeaux  |
| US Tours                          | 29 - 19 | 49 - 45  | 20 - 26 | Stade français CASG |
| CA Brive                          | 41 - 21 | 44 - 68  | 3 - 47  | AS Montferrand      |
| FC Grenoble                       | 14 - 60 | 24 - 103 | 10 - 43 | CS Bourgoin-Jallieu |
| FCS Rumilly                       | 32 - 17 | 48 - 63  | 16 - 46 | RC Narbonne         |
| RC Toulon                         | 42 - 33 | 68 - 81  | 26 - 48 | AS Béziers          |
| RC Aubenas                        | 40 - 59 | 55 - 146 | 15 - 87 | USA Perpignan       |
| US Tyrosse                        | 10 - 38 | 13 - 69  | 3 - 31  | US Dax              |
| US Marmande                       | 28 - 46 | 52 - 119 | 24 - 73 | SU Agen             |
| Aviron bayonnais                  | 16 - 17 | 29 - 76  | 13 - 59 | Biarritz olympique  |
| Stade montois                     | 25 - 17 | 31 - 60  | 6 - 43  | Section paloise     |
| CA Périgueux                      | 33 - 15 | 43 - 65  | 10 - 50 | US Colomiers        |
| Montpellier RC                    | 23 - 27 | 31 - 97  | 8 - 70  | Stade toulousain    |
| Lannemezan Tarbes Hautes-Pyrénées | 32 - 38 | 53 - 73  | 21 - 35 | Castres olympique   |
| FC Auch                           | 20 - 20 | 42 - 60  | 22 - 40 | US Montauban        |

### Huitièmes de finale à final
|  | Huitièmes de finale               | Huitièmes de finale                |                     |    | Quarts de finale              | Quarts de finale              |  |  | Demi-finales              | Demi-finales              |  |  | Finale                     | Finale                     |
|  | Huitièmes de finale               | Huitièmes de finale                |                     |    | Quarts de finale              | Quarts de finale              |  |  | Demi-finales              | Demi-finales              |  |  | Finale                     | Finale                     |
|  |                                   |                                    |                     |    |                               |                               |  |  |                           |                           |  |  |                            |                            |
|  | 2 février 2002 à La Rochelle      | 2 février 2002 à La Rochelle       |                     |    | 17 février 2002 à La Rochelle | 17 février 2002 à La Rochelle |  |  | 3 mars 2002 à La Rochelle | 3 mars 2002 à La Rochelle |  |  | 23 mars 2002 à La Rochelle | 23 mars 2002 à La Rochelle |
|  | 2 février 2002 à La Rochelle      | 2 février 2002 à La Rochelle       |                     |    | 17 février 2002 à La Rochelle | 17 février 2002 à La Rochelle |  |  | 3 mars 2002 à La Rochelle | 3 mars 2002 à La Rochelle |  |  | 23 mars 2002 à La Rochelle | 23 mars 2002 à La Rochelle |
|  | Stade rochelais                   | 26                                 |                     |    | 17 février 2002 à La Rochelle | 17 février 2002 à La Rochelle |  |  | 3 mars 2002 à La Rochelle | 3 mars 2002 à La Rochelle |  |  | 23 mars 2002 à La Rochelle | 23 mars 2002 à La Rochelle |
|  | Stade rochelais                   | 26                                 |                     |    | 17 février 2002 à La Rochelle | 17 février 2002 à La Rochelle |  |  | 3 mars 2002 à La Rochelle | 3 mars 2002 à La Rochelle |  |  | 23 mars 2002 à La Rochelle | 23 mars 2002 à La Rochelle |
|  | CA Bègles Bordeaux                | 10                                 |                     |    | 17 février 2002 à La Rochelle | 17 février 2002 à La Rochelle |  |  | 3 mars 2002 à La Rochelle | 3 mars 2002 à La Rochelle |  |  | 23 mars 2002 à La Rochelle | 23 mars 2002 à La Rochelle |
|  | CA Bègles Bordeaux                | 10                                 | Stade rochelais     | 29 |                               |                               |  |  | 3 mars 2002 à La Rochelle | 3 mars 2002 à La Rochelle |  |  | 23 mars 2002 à La Rochelle | 23 mars 2002 à La Rochelle |
|  | 2 février 2002 à Tours            |                                    | Stade rochelais     | 29 |                               |                               |  |  | 3 mars 2002 à La Rochelle | 3 mars 2002 à La Rochelle |  |  | 23 mars 2002 à La Rochelle | 23 mars 2002 à La Rochelle |
|  |                                   | AS Montferrand                     | 13                  |    |                               |                               |  |  | 3 mars 2002 à La Rochelle | 3 mars 2002 à La Rochelle |  |  | 23 mars 2002 à La Rochelle | 23 mars 2002 à La Rochelle |
|  | US Tours                          | AS Montferrand                     | 13                  | 10 |                               |                               |  |  | 3 mars 2002 à La Rochelle | 3 mars 2002 à La Rochelle |  |  | 23 mars 2002 à La Rochelle | 23 mars 2002 à La Rochelle |
|  | US Tours                          | 17 février 2002 à Bourgoin-Jallieu |                     | 10 |                               |                               |  |  | 3 mars 2002 à La Rochelle | 3 mars 2002 à La Rochelle |  |  | 23 mars 2002 à La Rochelle | 23 mars 2002 à La Rochelle |
|  | AS Montferrand                    | 36                                 |                     |    |                               |                               |  |  | 3 mars 2002 à La Rochelle | 3 mars 2002 à La Rochelle |  |  | 23 mars 2002 à La Rochelle | 23 mars 2002 à La Rochelle |
|  | AS Montferrand                    | 36                                 | Stade rochelais     | 37 |                               |                               |  |  |                           |                           |  |  | 23 mars 2002 à La Rochelle | 23 mars 2002 à La Rochelle |
|  | 2 février 2002 à Bourgoin-Jallieu |                                    | Stade rochelais     | 37 |                               |                               |  |  |                           |                           |  |  | 23 mars 2002 à La Rochelle | 23 mars 2002 à La Rochelle |
|  |                                   | CS Bourgoin-Jallieu                | 13                  |    |                               |                               |  |  |                           |                           |  |  | 23 mars 2002 à La Rochelle | 23 mars 2002 à La Rochelle |
|  | CS Bourgoin-Jallieu               | CS Bourgoin-Jallieu                | 13                  | 49 |                               |                               |  |  |                           |                           |  |  | 23 mars 2002 à La Rochelle | 23 mars 2002 à La Rochelle |
|  | CS Bourgoin-Jallieu               | 3 mars 2002 à Biarritz             |                     | 49 |                               |                               |  |  |                           |                           |  |  | 23 mars 2002 à La Rochelle | 23 mars 2002 à La Rochelle |
|  | RC Narbonne                       | 13                                 |                     |    |                               |                               |  |  |                           |                           |  |  | 23 mars 2002 à La Rochelle | 23 mars 2002 à La Rochelle |
|  | RC Narbonne                       | 13                                 | CS Bourgoin-Jallieu | 24 |                               |                               |  |  |                           |                           |  |  | 23 mars 2002 à La Rochelle | 23 mars 2002 à La Rochelle |
|  | 2 février 2002 à Béziers          |                                    | CS Bourgoin-Jallieu | 24 |                               |                               |  |  |                           |                           |  |  | 23 mars 2002 à La Rochelle | 23 mars 2002 à La Rochelle |
|  |                                   | USA Perpignan                      | 10                  |    |                               |                               |  |  |                           |                           |  |  | 23 mars 2002 à La Rochelle | 23 mars 2002 à La Rochelle |
|  | AS Béziers                        | USA Perpignan                      | 10                  | 34 |                               |                               |  |  |                           |                           |  |  | 23 mars 2002 à La Rochelle | 23 mars 2002 à La Rochelle |
|  | AS Béziers                        | 17 février 2002 à Dax              |                     | 34 |                               |                               |  |  |                           |                           |  |  | 23 mars 2002 à La Rochelle | 23 mars 2002 à La Rochelle |
|  | USA Perpignan                     | 39                                 |                     |    |                               |                               |  |  |                           |                           |  |  | 23 mars 2002 à La Rochelle | 23 mars 2002 à La Rochelle |
|  | USA Perpignan                     | 39                                 | Stade rochelais     | 23 |                               |                               |  |  |                           |                           |  |  |                            |                            |
|  | 2 février 2002 à Dax              |                                    | Stade rochelais     | 23 |                               |                               |  |  |                           |                           |  |  |                            |                            |
|  |                                   | Biarritz olympique                 | 19                  |    |                               |                               |  |  |                           |                           |  |  |                            |                            |
|  | US Dax                            | Biarritz olympique                 | 19                  | 31 |                               |                               |  |  |                           |                           |  |  |                            |                            |
|  | US Dax                            |                                    |                     | 31 |                               |                               |  |  |                           |                           |  |  |                            |                            |
|  | SU Agen                           | 17                                 |                     |    |                               |                               |  |  |                           |                           |  |  |                            |                            |
|  | SU Agen                           | 17                                 | US Dax              | 9  |                               |                               |  |  |                           |                           |  |  |                            |                            |
|  | 2 février 2002 à Biarritz         |                                    | US Dax              | 9  |                               |                               |  |  |                           |                           |  |  |                            |                            |
|  |                                   | Biarritz olympique                 | 15                  |    |                               |                               |  |  |                           |                           |  |  |                            |                            |
|  | Biarritz olympique                | Biarritz olympique                 | 15                  | 42 |                               |                               |  |  |                           |                           |  |  |                            |                            |
|  | Biarritz olympique                | 17 février 2002 à Toulouse         |                     | 42 |                               |                               |  |  |                           |                           |  |  |                            |                            |
|  | Section paloise                   | 26                                 |                     |    |                               |                               |  |  |                           |                           |  |  |                            |                            |
|  | Section paloise                   | 26                                 | Biarritz olympique  | 32 |                               |                               |  |  |                           |                           |  |  |                            |                            |
|  | 2 février 2002 à Colomiers        |                                    | Biarritz olympique  | 32 |                               |                               |  |  |                           |                           |  |  |                            |                            |
|  |                                   | Stade toulousain                   | 27                  |    |                               |                               |  |  |                           |                           |  |  |                            |                            |
|  | US Colomiers                      | Stade toulousain                   | 27                  | 21 |                               |                               |  |  |                           |                           |  |  |                            |                            |
|  | US Colomiers                      |                                    |                     | 21 |                               |                               |  |  |                           |                           |  |  |                            |                            |
|  | Stade toulousain                  | 42                                 |                     |    |                               |                               |  |  |                           |                           |  |  |                            |                            |
|  | Stade toulousain                  | 42                                 | Stade toulousain    | 36 |                               |                               |  |  |                           |                           |  |  |                            |                            |
|  | 2 février 2002 à Castres          |                                    | Stade toulousain    | 36 |                               |                               |  |  |                           |                           |  |  |                            |                            |
|  |                                   | Castres olympique                  | 12                  |    |                               |                               |  |  |                           |                           |  |  |                            |                            |
|  | Castres olympique                 | Castres olympique                  | 12                  | 29 |                               |                               |  |  |                           |                           |  |  |                            |                            |
|  | Castres olympique                 |                                    |                     | 29 |                               |                               |  |  |                           |                           |  |  |                            |                            |
|  | US Montauban                      | 15                                 |                     |    |                               |                               |  |  |                           |                           |  |  |                            |                            |
|  | US Montauban                      | 15                                 |                     |    |                               |                               |  |  |                           |                           |  |  |                            |                            |

## Finale
| 23 mars 2002 | Stade rochelais | 23 - 19 (9 - 3) | Biarritz olympique | Stade Marcel-Deflandre, La Rochelle 5 000 spectateurs Arbitre : Jean-Pierre Pellaprat |
| 23 mars 2002 | Essai(s) : 2 Venayre (64e, 71e) Transformation(s) : 2 Todeschini (64e, 71e) Pénalité(s) : 3 Todeschini (5e, 32e, 40e) Carton(s) jaune(s) : 1 Bozzi (80e) |                 | Essai(s) : 1 Peyrelongue (55e) Transformation(s) : 1 Legg (55e) Pénalité(s) : 4 Roff (3e), Legg (45e, 48e, 66e) Carton(s) jaune(s) : 2 Dabadie (58e), Puleoto (67e) | Stade Marcel-Deflandre, La Rochelle 5 000 spectateurs Arbitre : Jean-Pierre Pellaprat |
| 23 mars 2002 | |                 | | Stade Marcel-Deflandre, La Rochelle 5 000 spectateurs Arbitre : Jean-Pierre Pellaprat |